# (38637) 2000 LL35
2000 LL35 (asteroide 38637) é um asteroide da cintura principal. Possui uma excentricidade de 0.26014010 e uma inclinação de 11.09045º.
Este asteroide foi descoberto no dia 1 de junho de 2000 por Spacewatch em Kitt Peak.